# 澳洲楷模国际中学
澳洲楷模国际中学（The Kilmore International School ── 簡稱：TKIS）是澳大利亞維多利亞州的一所中學，她創立於1989年，地處墨爾本以北楷模镇（Kilmore，兩地相距約60公里）。該學校採用國際文憑教訓大綱，2006年學生人數大約為450名，全部國際學生需住校。 

## 校區與設施
校區位於維多利亞州楷模镇。距離鎮中心約1.5公里（1.5 km）。

## 外部連結
- 澳洲楷模国际中学

37°18′10″S 144°57′9″E / 37.30278°S 144.95250°E